# رابرت مکدونالد
رابرت مکدونالد (انگلیسی: Robert A. McDonald؛ زادهٔ ۲۰ ژوئن ۱۹۵۳) سیاستمدار اهل ایالات متحده آمریکا است که در کابینه باراک اوباما از ۳۰ ژوئیه ۲۰۱۴ تا ۲۰ ژانویه ۲۰۱۷ پست وزارت امور کهنه سربازان ایالات متحده آمریکا را برعهده دارد.